# ベラルーシの地理

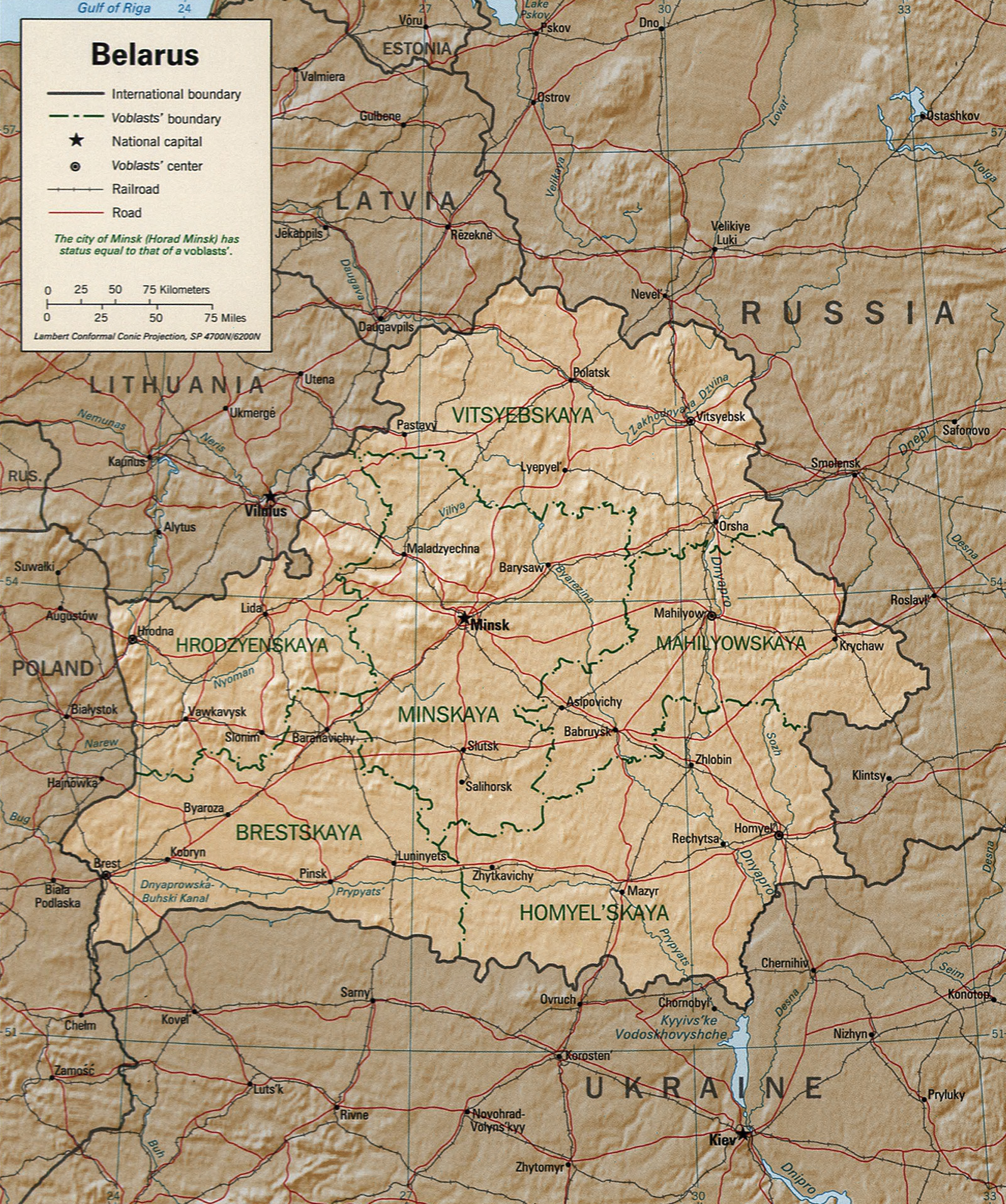
ベラルーシの詳しい地図

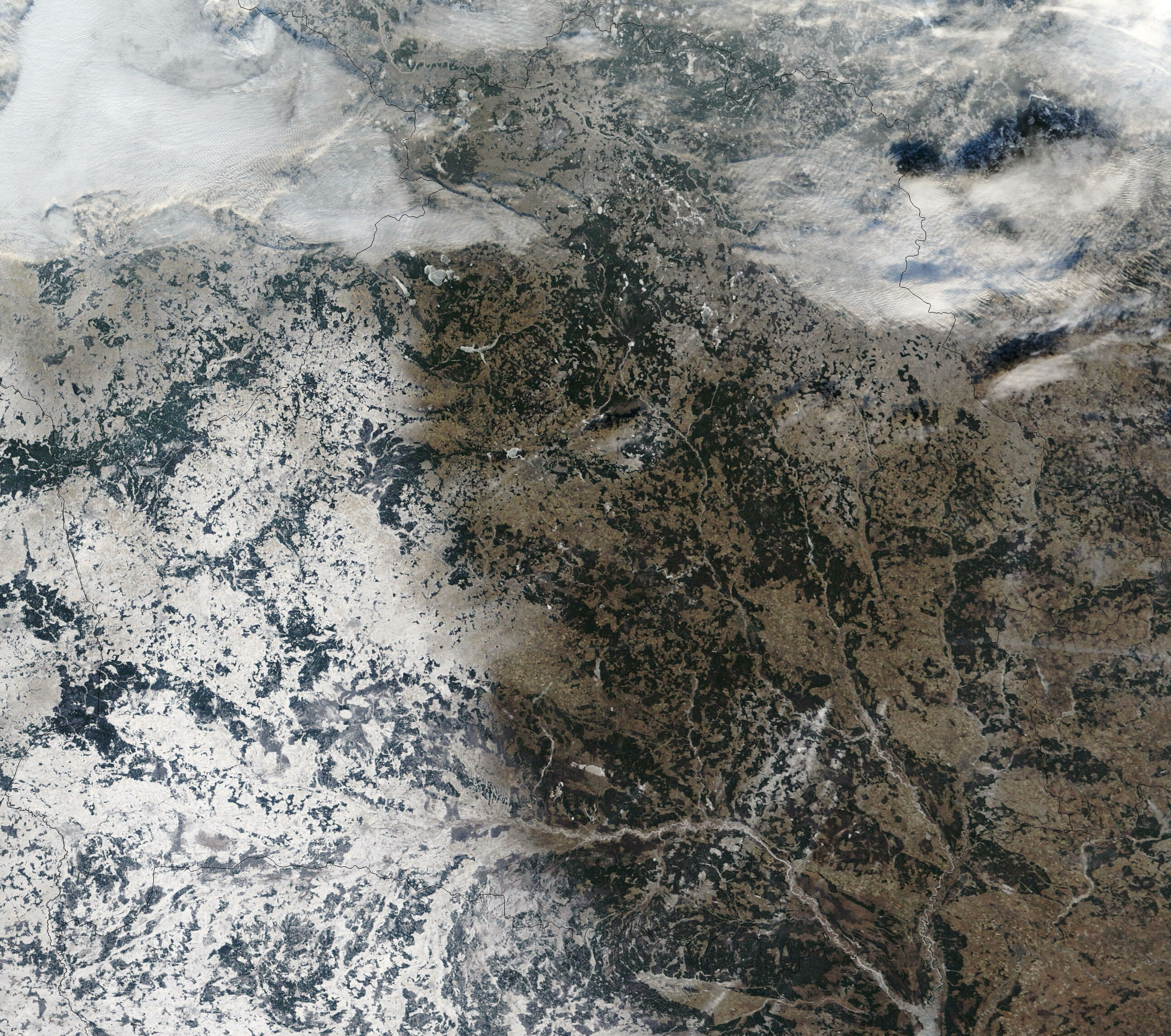
人工衛星から見たベラルーシ（2002年12月撮影）

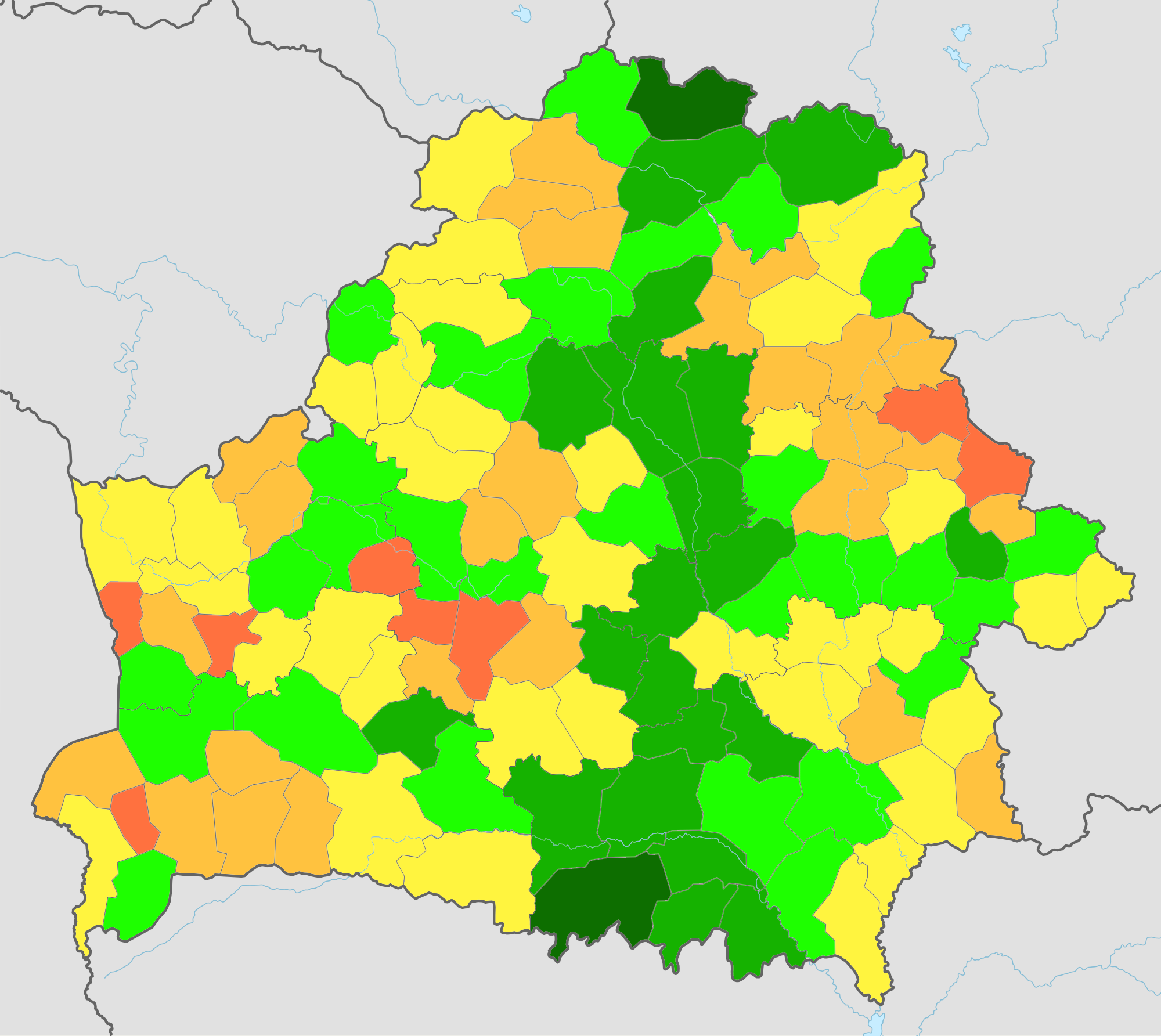
地域別の面積における森林占有率
60%以上
50—60%
40—50%
30—40%
20—30%
20%未満

ベラルーシは自然国境を持たない内陸の平原国で、面積はイギリスやアメリカのカンザス州、あるいは、日本の本州より少し小さい207,600平方キロメートル (km2)、平均高度は162 メートル (m) である。東部から北東部にかけてはロシアと、北部はラトビアと、北西部はリトアニアと、西部はポーランドと、そして南部はウクライナと接している。また、南北に560 km、東西に650 kmにわたって広がっている。

## 地形と水系
ベラルーシの大部分の平坦な地形はベラルーシ山脈という西南西から東北東まで国を対角線に横切る形で走っている個々の高地で構成されている細長い高地によって分断されている。 最も高い地点で346 mのジェルジンスカヤ丘陵である（その名は、チェーカーのトップであったフェリックス・ジェルジンスキーに由来する）。ベラルーシ北部では丘陵地形が見られ湖も多く氷河の残骸でできたなだらかに傾斜した尾根が見られるが、南部ではプリピアク川周辺の国土の1/3にあたる部分にウクライナ・ポーランド・ロシアにまたがる標高の低いポレーシエ湿地が位置している。
氷河の洗掘によってベラルーシの国土は平坦となり、数多くの湖が形成された。
ベラルーシの3,000もの河川や4,000もの湖は地形の主な特徴で木材の運搬や水運や発電に使用されている。主な河川は西部を流れる西ドビナ川やネマン川、そして南部を流れるドニエプル川とその支流のベレジナ川、ソジ川、プリピャチ川である。このうちプリピャチ川は、キエフ大公国の時代にウクライナを流れるドニエプル川とポーランドを流れるビスツラ川を結ぶ運河として開削された。また国内最大の湖ナラチ湖は80 km2である。
国土の約1/3がプシュチャという広大な森林が広がる地域となっている。北部ではカンバやハンノキといった針葉樹が大部分である。南部に行くと、他の落葉樹も育つ。最西部にはビャウォイヴィエジャの森というポーランドにもまたがった森林があり、それは森林の中で最も古く壮大なもので、他の地域ではかなり前に絶滅してしまった動物や鳥類を保護する保護区がここにはある。

## 気候
ベラルーシはバルト海と最も近いところで257 kmの近さにあり、温暖な大陸性気候である。 冬の期間は105日から145日ほど、夏の期間は150日ほどである。1月の平均気温は摂氏－6度でありまた7月の平均気温は摂氏18度で湿度が高い。年平均降水量は550から700ミリメートル (mm) であり、時にこれを上回ることもある。

## 環境への関心
自然災害 – 特になし。
環境 – 現在の問題
- 肥料の使用による土壌汚染.
- 国の南東部はウクライナの1986年チェルノブイリ原発事故で全体の60%に当たる放射性降下物の影響を受けて汚染されている。ホメリ州・モリギョフ州は広範囲にわたって居住不可能となった。約7,000平方キロメートルの範囲の土壌がセシウム137によって1平方キロメートルあたり15キュリー（550ギガベクレル）以上のレベルで汚染された、すなわち、人々はこの土地をいつ終わるともわからない期間使えなくなった。1996年にはこの地域は1キュリー（37ギガベクレル）毎平方キロメートル以上のセシウム137で全体の約21%の領域が汚染されていた。これは1986年と比べてわずか1%しか減少していない。そして2002年には150万人以上が依然としてこの地域で生活している。

環境 – 国際的な協定
- 参加している条約　長距離越境大気汚染条約、ソフィア議定書、ヘルシンキ議定書、生物の多様性に関する条約、気候変動枠組条約、京都議定書、砂漠化対処条約、絶滅のおそれのある野生動植物の種の国際取引に関する条約、バーゼル条約、国際海洋法条約、ロンドン条約、オゾン層の保護のためのウィーン条約、マルポール条約、ラムサール条約

調印したが批准していない条約はない。

### チェルノブイリ原発事故
ソビエト連邦時代の最も悪名高い負の遺産といえば、1986年のチェルノブイリ原発事故である。ばらまかれた約60%もの放射線が風でベラルーシに運ばれ、人口の22%が居住する南部、南東部のホメリ州・モギリョフ州を中心に少なくとも国土の25%に影響を及ぼした。 この地域に住む60万人の子供を含む200万人以上の人々が事故による放射性降下物の影響を受けたが、ソビエト連邦政府はスウェーデンの科学者がスウェーデンで異常に高いレベルの放射線の観測の説明を発表するまでこの事実を隠そうとした。
ベラルーシ政府はソビエト連邦政府にこの惨事に対処するため最低170億ルーブルの支援を要請したが、モスクワ側の支援の申し出はわずか30億ルーブルだった。1993年のある当局関係者の発表によると、事故に対する一人当たりの支出はロシアでは1コペイカ、ウクライナでは3コペイカであったのに対し、ベラルーシでは1ルーブル＝100コペイカであった。
事故対策のために政府が委員会を設立し汚染した地域への人々の居住を制限する法律や、事故による影響を調査する国家プログラムを立ち上げたにもかかわらず、金銭不足や政府の緩慢な対応により進歩はほとんど見られなかった。1994年の17万人の住民の再定住プログラムには大幅に予算が足りず、計画がかなり遅れた。また、チェルノブイリ原発事故での被害者を支援するために西洋の組織のノウハウファンドが多くのベラルーシの医者に骨髄に関するヨーロッパやアメリカの最新の技術の訓練を行った。
事故の広範囲の影響は様々な種類のガンの発生リスクや先天性障害の増加にも及んだ。例えば新生児が先天性障害を持って生まれる確率は事故前と比べて40%も増加したと報告されている。水や家畜や農作物や土地は広範囲にわたって汚染されまた広範囲に広がる湿地も高いレベルで放射線の汚染を受けていた。1995年には予算の14％が事故に対する除染作業にあてられた（チェルノブイリ原発事故の影響を参照のこと）
その他の環境問題は肥料が過剰に使われたことによる広い範囲での土壌の化学汚染や大都市のほとんどでみられる産業発展に伴う汚染がみられる。

## 国土面積と国境
国土面積
- 207,600 km² （世界第86位）
- 陸地: 202,900 km²
- 河川や湖沼など: 4,700 km²

他の地域との比較
- 日本との比較 本州よりやや小さい
- オーストラリアとの比較 ビクトリア州よりやや小さい
- カナダとの比較　ニューファンドランド島とラブラドール半島の合計の半分
- ヨーロッパでの比較　第13位　イギリスやルーマニアよりやや小さい
- アメリカとの比較　カンザス州よりやや小さい

国境線
- 計3,642 km
- 国境が接している国 ラトビア（161 km）・リトアニア（640 km）・ポーランド（418 km）・ロシア（1,312 km）・ ウクライナ（1,111 km）

海岸線
- 0 km ベラルーシは内陸国である。 最も近い海洋はバルト海だが、リトアニアとラトビアがその間に位置している。

領海
- なし（内陸国のため）

標高の最高点と最低点
- 最低点: ネマン川 90 m
- 最高点: ジェルジンスカヤ丘陵 346 m

## 資源と土地利用
天然資源
木材、泥炭鉱床、少量の石油と天然ガス、花崗岩、ドロマイト質石灰岩、白亜、砂、砂利、土
土地利用
- 耕地27.21%
- 樹園作物: 0.59%
- その他 72.19% (2012)

灌漑地
- 1,150 km² (2003)

再生可能なされる水資源の総量
- 58 km3（2011）」

真水の使用量 (生活用水/工業用水/農業用水)
- 4.34 km3/年 (32%/65%/3%)
- 一人当たり　435.4 m3/年

## 参照
- この記事にはパブリックドメインである、米国議会図書館各国研究が作成した次の文書本文を含む。Library of Congress Country Studies.
- This article contains material from the CIA World Factbook (2000, 2003, 2009) which, as a U.S. government publication, is in the public domain.

1. ↑  “Main Geographic Characteristics of the Republic of Belarus”. Land of Ancestors.   The Scientific and Production State Republican Unitary Enterprise “National Cadastre Agency” of the State Property Committee of the Republic of Belarus (2011年). 2013年9月11日閲覧。